# Saint-Étienne-de-Lugdarès
Saint-Étienne-de-Lugdarès ist eine französische Gemeinde mit 407 Einwohnern (Stand 1. Januar 2022) im Département Ardèche in der Region Auvergne-Rhône-Alpes.

## Geografie
Saint-Étienne-de-Lugdarès liegt in einem Hochtal im äußersten Westen des Départements.

## Persönlichkeiten
- Henri Charrière (1906–1973), französischer Schriftsteller (Papillon und Banco)

## Bevölkerung
| Jahr                       | 1962 | 1968 | 1975 | 1982 | 1990 | 1999 | 2007 | 2016 |
| -------------------------- | ---- | ---- | ---- | ---- | ---- | ---- | ---- | ---- |
| Einwohner                  | 557  | 579  | 476  | 422  | 436  | 458  | 452  | 415  |
| Quellen: Cassini und INSEE |      |      |      |      |      |      |      |      |